# Кейтлін Дінс
Кейтлін Дінс (англ. Caitlin Deans, 5 грудня 1999) — новозеландська плавчиня. Учасниця Чемпіонату світу з водних видів спорту 2022, де на дистанції 1500 метрів вільним стилем посіла 13-те місце і не потрапила до фіналу, а в
естафеті 4x200 метрів вільним стилем її збірна посіла у фіналі 7-ме місце.